# راینه
راینه شهری در شمال ایالت نوردراین-وستفالن آلمان است. این شهر کوچک به خطوط راه‌آهن آلمان متصل است و رود امس از این شهر عبور می‌کند. این شهر در منطقه‌ای خوش آب و هوا و کوهستانی واقع شده‌است.